# Nicholas Tufton (3e comte de Thanet)
Pour les articles homonymes, voir Tufton.
Nicolas Tufton, 3e comte de Thanet (7 août 1631 - 24 novembre 1679), titré Lord Tufton jusqu'en 1664, est un aristocrate anglais.

## Biographie
Il est le fils aîné de John Tufton (2e comte de Thanet), et de Marguerite, la fille de Richard Sackville (3e comte de Dorset) et d'Anne Clifford. Par le biais de son père, il est un arrière-arrière-petit-fils de William Cecil (1er baron Burghley). Il est emprisonné dans la Tour de Londres en 1655, et à nouveau de 1656 à 1658, prétendument pour avoir conspiré en vue de la capture de Charles II. En 1664, il succède à son père comme comte. Il revendique la baronnie de Clifford du fait de sa grand-mère maternelle Lady Anne Clifford (qui était en suspens depuis la mort de son grand-père George Clifford, 3e comte de Cumberland). Cette baronnie lui a conféré l'honneur héréditaire de Shérif de Westmorland
Il épouse Elizabeth, fille de Richard Boyle (1er comte de Burlington), le 11 avril 1664. Ils n'ont pas d'enfants. Il est mort en novembre 1679, âgé de 48 ans, et est remplacé dans le comté de son jeune frère, John Tufton (4e comte de Thanet). La comtesse de Thanet est morte en septembre 1725.